# Malaja Kuonamka
La Malaja Kuonamka (in russo piccola Kuonamka; anche traslitterata come Malaya Kuonamka) è un fiume della Russia siberiana nordorientale (Repubblica Autonoma della Jacuzia-Sacha), affluente di destra dell'Anabar.
Nasce dal versante orientale dell'altopiano dell'Anabar, scorrendo dapprima con direzione meridionale, successivamente volgendosi a est e a nord; il fiume attraversa zone assolutamente remote e freddissime, tanto che in tutto il suo corso non tocca pressoché nessun centro urbano. Il fiume è gelato da fine settembre/primi di ottobre fino agli inizi di giugno.
I principali affluenti del fiume sono Usumun, Delingdė, Maspaky, tutti provenienti dalla destra idrografica.